# Panulirus inflatus
Panulirus inflatus är en kräftdjursart som först beskrevs av Eugène Louis Bouvier 1895.  Panulirus inflatus ingår i släktet Panulirus och familjen Palinuridae. IUCN kategoriserar arten globalt som livskraftig. Inga underarter finns listade i Catalogue of Life.